# Кнез Михаило (ТВ филм)
„Кнез Михаило” је југословенски телевизијски филм из 1998. године.  Режирао га је Димитрије Јовановић а сценарио је написала Светлана Велмар Јанковић.

## Улоге
| Глумац                   | Улога          |
| ------------------------ | -------------- |
| Драган Петровић Пеле     | Кнез Михаило   |
| Миодраг Радовановић      |                |
| Раде Марковић            |                |
| Ђурђија Цветић           |                |
| Наташа Нинковић          |                |
| Капиталина Ерић          |                |
| Иван Бекјарев            |                |
| Предраг Тасовац          |                |
| Тони Лауренчић           |                |
| Марко Баћовић            |                |
| Младен Млађа Веселиновић | Никола Христић |
| Дејан Парошки            |                |
| Владислав Михаиловић     |                |
| Стеван Грубић            |                |